# Phlox glabriflora
Phlox glabriflora är en blågullsväxtart. Phlox glabriflora ingår i släktet floxar, och familjen blågullsväxter.

## Underarter
Arten delas in i följande underarter:
- P. g. glabriflora
- P. g. littoralis